# بطولة العالم لسباق الدراجات على الطريق 1968
بطولة العالم لسباق الدراجات على الطريق 1968 هي الدورة ال41 من بطولة العالم لسباق الدراجات على الطريق، أجريت في إيمولا، إيطاليا.

## برنامج المسابقات
رجال
- سباق الطريق ضد الساعة.
- سباق الطريق ضد الساعة للفرق.

سيدات
- سباق الطريق المداري.

## النتائج النهائية
| المسابقة              | ذهبية                           | فضية                         | برونزية                    |
| --------------------- | ------------------------------- | ---------------------------- | -------------------------- |
| الرجال                |                                 |                              |                            |
| سباق الطريق ضد الساعة | فيتوريو أدورني (إيطاليا)        | هيرمان فان سبرينجيل (بلجيكا) | Michele Dancelli (إيطاليا) |
| الفريق البطل          | السويد                          | سويسرا                       | إيطاليا                    |
| السيدات               |                                 |                              |                            |
| سباق الطريق المداري   | Keetie van Oosten-Hage (هولندا) | Bayba Tsaune (URS)           | Morena Tartagni (إيطاليا)  |